# Liste des évêques de Port-Gentil
Liste des évêques de Port-Gentil
Le diocèse de Port-Gentil (en) (Dioecesis Portus Gentilis) est érigé le 19 mars 2003, par détachement de l'archidiocèse de Libreville.

## Sont évêques
- 19 mars 2003 - 19 janvier 2013 : Mathieu Madega Lebouankehan, transféré à Mouila.
- 19 janvier 2013 - 12 janvier 2016 : vacant
- depuis le 12 janvier 2016 : Euzébius Chinekezy Ogbonna Managwu

## Sources
- La fiche du diocèse de Port-Gentil sur le site www.catholic-hierarchy.org